# ثلاثي كريسيل الفوسفات
ثلاثي كريسيل الفوسفات (TCP)، عبارة عن خليط من ثلاثة مركبات فوسفاتية عضوية متصاوغة تستخدم بشكل خاص كمثبط للهب. وتشمل الاستخدامات الأخرى كمادة ملدنة في تصنيع اللك والورنيش والبلاستيك الفينيل وكمادة مضافة مضادة للتآكل في مواد التشحيم.
ثلاثي كريسيل الفوسفات النقي هو سائل لزج عديم اللون، على الرغم من أن العينات التجارية عادة ما تكون صفراء. وهو غير قابل للذوبان فعليًا في الماء، ولكنه قابل للذوبان بسهولة في المذيبات العضوية مثل التولوين والهكسان وثنائي إيثيل الإيثر وغيرها. صنعه ألكسندر ويليام ويليامسون في عام 1854 عند تفاعل خماسي كلوريد الفسفور مع الكريسول، ويمكن تحضيره أيضا عن طريق خلط الكريسول مع كلوريد الفسفوريل أو حمض الفسفوريك.